# INS Karanj (S21)
Pour les autres navires du même nom, voir INS Karanj.
L'INS Karanj (pennant number : S21) est un sous-marin diesel-électrique de classe Kalvari de la marine indienne.
Le navire a été nommé d’après l’île de Karanja, également connue sous le nom d’île d’Uran, située dans le Maharashtra, district de Raigad,.

## Dans la culture populaire
Le film de 2017 The Ghazi Attack raconte l’histoire d’hommes à bord du S21 qui ont réussi à survivre sous l’eau pendant 18 jours.